# Úlice
Úlice jsou obec v okrese Plzeň-sever v Plzeňském kraji. Žije v ní 458 obyvatel.

## Historie
První písemná zmínka o vesnici pochází z roku 1329.
Roku 1866 zde byl otevřen zpracovatelský podnik, který sestával z parního mlýna, pivovaru, lihovaru a továrny na umělá hnojiva. Jeho technické řešení, jehož autorem byl Richard Jahn, získalo stříbrnou medaili na Světové výstavě 1867 v Paříži.

## Obyvatelstvo
| Rok            | 1869 | 1880 | 1890 | 1900 | 1910 | 1921 | 1930 | 1950 | 1961 | 1970 | 1980 | 1991 | 2001 | 2011 | 2021 |
| -------------- | ---- | ---- | ---- | ---- | ---- | ---- | ---- | ---- | ---- | ---- | ---- | ---- | ---- | ---- | ---- |
| Počet obyvatel | 819  | 837  | 844  | 797  | 843  | 804  | 901  | 594  | 557  | 508  | 448  | 383  | 406  | 443  | 480  |
| Počet domů     | 107  | 117  | 114  | 134  | 128  | 128  | 162  | 186  | 135  | 131  | 127  | 125  | 134  | 160  | 164  |

## Obecní správa

### Části obce
- Úlice
- Hracholusky
- Jezná
- Kníje
- Nová Jezná

V letech 1869–1964 k obci patřily i Chotěšovičky a od 1. ledna 1986 do 23. listopadu 1990 také Plešnice.

### Obecní symboly
Znak a vlajka byly obci uděleny rozhodnutím předsedkyně Poslanecké sněmovny Parlamentu České republiky dne 18. května 2012.

## Pamětihodnosti
- Úlický zámek stojí ve východní části vesnice. Postaven byl v barokním slohu někdy po roce 1713 na místě starší tvrze. K zámku přiléhá anglický park.[9]
- Kaple svatého Vavřince
- Boží muka

## Osobnosti
- Markvart z Úlic (asi okolo 1350–1402), šlechtic
- Jan Štork (1892–1965), vojenský letec
- Pavel Macenauer (1901–1955), tenista